# Тацуја Шиџи
Тацуја Шиџи (јап. 志治 達雄; 20. октобар 1938) јапански је фудбалер.

## Каријера
Током каријере играо је за Тојота.

## Репрезентација
За репрезентацију Јапана дебитовао је 1961. године.

## Статистика
| Јапан  | Јапан | Јапан |
| Год.   | Ута.  | Гол.  |
| ------ | ----- | ----- |
| 1961   | 1     | 1     |
| Укупно | 1     | 1     |